# Johnny Logan
Pour les articles homonymes, voir Johnny et Logan.
Seán Sherrard, dit Johnny Logan, est un chanteur et auteur-compositeur-interprète australo-irlandais, né le 13 mai 1954 à Frankston près de Melbourne (Australie).
Il est connu pour être le premier chanteur à avoir gagné deux fois le Concours Eurovision de la chanson. Égalé par la Suédoise Loreen (gagnante en 2012 et 2023), il reste cependant le seul artiste à avoir remporté trois fois le concours en tant qu'auteur-compositeur-interprète : interprète de What's Another Year en 1980, auteur-compositeur-interprète de Hold Me Now en 1987 et auteur-compositeur de la chanson gagnante Why Me? interprétée par Linda Martin en 1992.

## Biographie

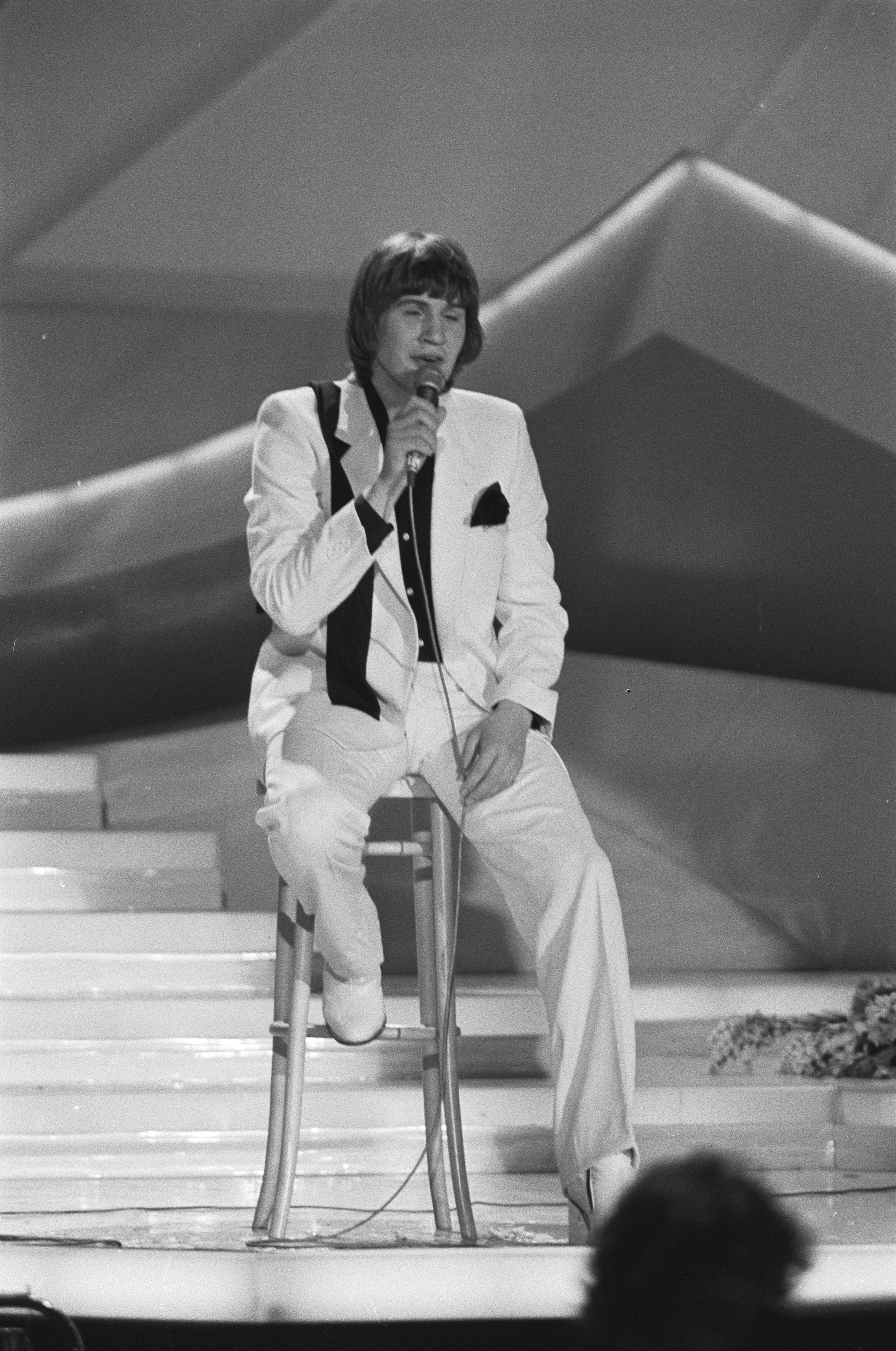
Johnny Logan au Concours Eurovision de la chanson 1980.

Seán Patrick Michael Sherrard naît en Australie à Frankston, près de Melbourne, le 13 mai 1954.
Son père Patrick O'Hagen est un ténor irlandais très connu, qui a joué plusieurs fois à la Maison-Blanche, pour John F. Kennedy, Lyndon B. Johnson, et Richard Nixon. Johnny Logan a trois ans quand sa famille retourne en Irlande. Il apprend à jouer de la guitare et commence à composer des chansons à treize ans. Il quitte l’école pour suivre une formation d’électricien tout en jouant dans des clubs de musique folk et de blues. Il joue Adam dans la comédie musicale irlandaise Adam and Eve. Il choisit comme nom de scène celui du personnage éponyme du film Johnny Guitare.
Johnny Logan est le premier artiste à avoir remporté le Concours Eurovision de la chanson plus d'une fois, par trois fois au total dont deux en tant qu'interprète : en 1980 avec le titre What's Another Year? (interprète) ; en 1987 avec Hold Me Now (interprète) ; et en 1992 avec Why Me?, qu'il a écrit pour Linda Martin.
L’artiste est populaire en Allemagne, aux Pays-Bas, en Belgique, au Danemark et en Irlande, on le surnomme parfois Mister Eurovision (Monsieur Eurovision). What's Another Year? s’est vendue à plus de trois millions d’exemplaires et Hold Me Now à un million d’exemplaires. Johnny Logan a enregistré 40 singles et 19 albums. Il a participé à des comédies musicales et a fait une tournée en 1993 en Norvège avec Which Witch, une création originaire de ce pays.
Il communique les résultats du jury irlandais lors du Concours Eurovision de la chanson en 2004. En 2007, il enregistre Johnny Logan & Friends qui est disque de Platine au Danemark et en Norvège.
Durant sa carrière, le chanteur a collaboré avec de nombreux artistes : Helmut Lotti, Mike + The Mechanics, Ute Lemper, Paul Young.
Il habite à Ashbourne (comté de Meath) en Irlande.

## Autres chansons célèbres
- Stay
- When Your Woman Cries
- Heartbroken Man
- Living a Lie
- Such a Lady

## Discographie
- Johnny Logan & Friends, 2007
- The Best Of, 2005
- We All Need Love, 2004
- Save This Christmas For Me, 2001
- Love Is All, 1999
- Living For Loving, 1997
- Reach Out, 1996
- The Best Of Johnny Logan,1996
- I'm No Hero,1996
- Living For Loving, 1994
- Endless Emotion, 1992
- Love Songs, 1990
- Mention My Name, 1989
- Hold Me Now, 1987
- Straight From The Heart, 1985
- Johnny Logan, 1980
- What's Another Year, 1980
- Same, 1980
- In London, 1979
- Irishman In America, [2008]